# Günther Bloch
Günther Bloch (* 9. März 1953 in Köln) ist ein Kynologe und Autor.

## Leben
Im Jahre 1972 beendete er die Lehre zum Bürokaufmann. 1977 gründete er in der Eifel die Hunde-Farm „Eifel“ und begann Haushunde in Gruppen zu halten und ihr Verhalten systematisch zu beobachten. Mit Elli H. Radinger und anderen Mitstreitern gründete er 1991 die Gesellschaft zum Schutz der Wölfe e. V., deren Geschäftsführer er war. Ab etwa 1993 bis 1996 leitete er einige Forschungsprojekte mit dem Thema „Frei lebende Wölfe in Polen und Kanada“, teilweise in Zusammenarbeit mit Paul Paquet (Universität Calgary, Kanada). Von Mai 2005 bis Ende 2007 führten Günther Bloch und seine Mitarbeiter im Projekt „Tuscany Dog Project“ in der Toskana kontinuierliche Verhaltensbeobachtungen an verwilderten Haushundegruppen durch.
Günther Bloch schrieb 11 Bücher über das Hunde- und Wolfsverhalten. Seit Ende 2010 lebt Bloch in Kanada.

## Werke
- Wölfisch für Hundehalter – Von Alpha, Dominanz und anderen populären Irrtümern Kosmos-Verlag Stuttgart 2010 ISBN 3-440-12264-6
- Auge in Auge mit dem Wolf. 20 Jahre unterwegs mit frei lebenden Wölfen. Franckh-Kosmos Verlag, Stuttgart 2009, ISBN 978-3-440-11452-0
- Die Pizza-Hunde. Kosmos Verlag, Stuttgart 2007, ISBN 978-3-440-10986-1
- Der Wolf im Hundepelz. Hundeerziehung aus unterschiedlichen Perspektiven. Kosmos Verlag, Stuttgart 2004, ISBN 3-440-10145-2
- Timberwolf Yukon u. Co. Elf Jahre Verhaltensbeobachtung an Wölfen in freier Wildbahn. Kynos Verlag, Nerdlen/Daun 2002, ISBN 3-933228-51-4
- Der Familienbegleithund im modernen Hausstand. Westkreuz-Verlag, Berlin/Bonn 2001, ISBN 3-929592-34-7